# Reggie Jones (Leichtathlet, 1953)

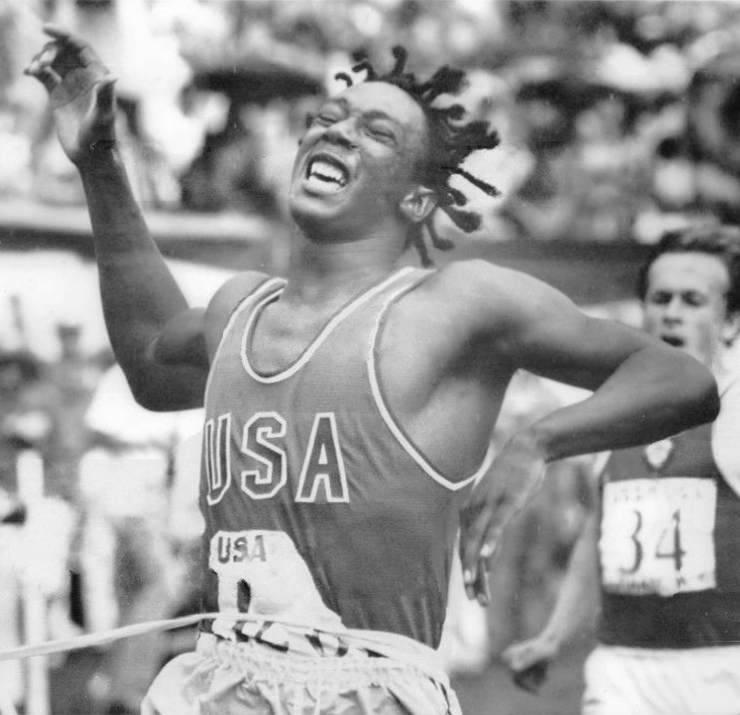
Reggie Jones, 1974

Reggie Jones (* 30. Dezember 1953) ist ein ehemaliger US-amerikanischer Sprinter.
Am 26. Juli 1975 stellte er in Boston mit 9,9 s den Weltrekord über 100 Meter auf. Wegen Mängeln in der Zeitmessung wurde jedoch auf eine Ratifizierung verzichtet.
1976 war er mit der Stafette der University of Tennessee an zwei Weltrekorden beteiligt: Am 10. April lief sie in Knoxville die 4-mal-220-Yards-Staffel in 1:21,7 min und am 24. April in Philadelphia die 4-mal-200-Meter-Staffel in 1:21,5 min.
1974 wurde er NCAA-Meister über 100 Yards und 1975 über 220 Yards.

## Persönliche Bestzeiten
- 100 yds: 9,2 s, 11. Mai 1974, Knoxville
- 100 m: 10,23 s, 5. Juli 1974, Durham
- 200 m: 20,48 s, 7. Juni 1975, Provo